# Palmenhofbunker
Der Palmenhofbunker in der südwestlichen Nürnberger Altstadt war im April 1945 der letzte Aufenthaltsort einiger hoher NSDAP-Funktionäre während der fünftägigen Schlacht um Nürnberg.
Der zweigeschossige ehemalige Keller einer Brauerei (ehemalige Keppendörfersche Brauerei, von 1836 bis 1876 Zeltner Brauerei) wurde am Anfang des Zweiten Weltkrieges zur Befehlsstelle des Nürnberger Luftschutzes unter Richard Wolf. Als die 7. US-Armee Nürnberg erreichte und Wolf sich abgesetzt hatte, leitete der Gauleiter von Franken, Karl Holz, von diesem Ort aus die aussichtslose Verteidigung der Stadt; dies noch zu einer Zeit, als die US-Truppen bereits ihre Siegesfeier auf dem heutigen Hauptmarkt veranstalteten. Während dieser Kampfhandlungen starben im Bunker der Nürnberger Oberbürgermeister Willy Liebel (durch einen Kopfschuss) und Karl Holz am 20. April 1945.
Der Zugang zum Palmenhofbunker befindet sich im Polizeipräsidium Nürnbergs, das an dieser Stelle nach dem Ersten Weltkrieg im Gebäude einer ehemaligen Ulanen-Kaserne (vorher: Deutschordenskommende Nürnberg) eingerichtet worden war und wo die Gestapo in der Zeit des Nationalsozialismus zahlreiche Regime-Gegner bis zu ihrer Deportation ins KZ Dachau gefangen hielt.
Der Palmenhofbunker ist nicht öffentlich zugänglich und wurde 2023 versiegelt.